# Eliza Roha
Elena Roșu (pseudonim, Eliza Roha, n. 8 iulie 1946,  București)  este o prozatoare română, poetă, dramaturgă, eseistă, publicistă. 
Este membră a Uniunii Scriitorilor din România din 2008.

## Lucrări

### Eseuri și povestiri
- Gestionarea timpului, Revista Cronica Fundațiilor,  nr.33/2007;
- Iubirile zăpezii, Revista Cronica Fundațiilor, nr.34/2008 ;
- Cadoul mamei, Revista Cronica Fundațiilor, nr.35/2009.
- Povești… povești, Editura Betta, 2012
- Eseuri si alte povestiri, Editura Betta, 2012
- Povești… povești, Editura Betta, 2012
- Trenul vietii (Eseuri, povestiri, poeme), Editura Betta, 2012;
- Puiul de vrabie, Editura Betta, 2012;
- Codiță cel viteaz, Editura Betta, 2012
- Perușii din grădina Maiei, Editura Betta, 2012;
- Porumbița argintie, povestiri pentru copii, Editura Betta, 2012;
- Rățoiul Măcăilă și Mama-Lebădă, povestiri pentru copii,   Ed. Betta, 2013;
- Raza de soare, povestiri pentru copii, Editura Betta, 2014;
- Răgazul dintre romane, eseuri și povestiri, Ed.Betta, 2015;
- Povești de la bunica,  Povestiri pentru copii și bunici, Ed.Betta, 2016;

### Recenzii
- Indragostiti de arta cuvantului - incercari critice si interviuri, Editura Betta, 2012
- Am cunoscut câțiva contemporani, Editura Betta, 2014;
- Starea de bine a lecturii, Editura Rafet, 2015;
- Lecturi estivale', Ed.Betta, 2015;
- Lecturi la gura sobei', Ed.Betta, 2016;
- Am mai citit câțiva contemporani', Ed.Betta, 2017;
- Lecturi nocturne, Ed.Betta, 2018;
- Prin labirintul cărților', Ed.Betta, 2019;

### Poezie
- Profeție, Editura Betta, 2008;
- Temeiul timpului trecut, Editura Betta, 2018;

### Romane
- Întâlnire la castel, Editura Romira Betta, București, 2000;
- Insomniile unui prinț valah, Editura Vox/Betta, București, 2005; 2020
- Patru zile în paradis, Editura Vox, 2006;
- Capcane, Editura Vox, 2007;
- Locul de lângă icoană, Editura Betta, 2008;
- Asasinat la Cracovia, Editura Betta, 2009; 2020

Ciclul de romane, tetralogia Fata din pomul cu mere:
- - Deceniul obsedat, Editura Betta, 2007;
  - Femeia în verde (Deceniul speranței), Editura Betta, 2008;
  - Zodia proscrișilor, (Editura Betta, 2009)
  - Destine în derivă (Tranziția), (Editura Betta, 2009)

- Formula matematica a iubirii, Editura Betta, 2010;
- Chipuri de apă, Editura Betta, 2011;
- Teodora, Editura Betta, 2013;

Ciclul de romane, trilogia Zborul:
- - Ultimul om, Editura Betta, 2012;
  - Carusel[2]Editura Betta, 2013;
  - Zborul, Editura Betta, 2014;

- Să aruncăm timpul peste umăr, Editura Betta, București, 2014, [3]
- Aleasa, Editura Betta, 2015;
- Cumpana destinelor, Editura Betta, 2015;
- Mozaic, Editura Betta, 2016;
- Salt in umbra nemuririi, Editura Betta, 2017;
- Eclipsa, Editura Betta, 2018;
- Figurine de lemn, Editura Betta, 2018;
- Mireasma– Fantezie dramatică, Editura Betta, 2019;
- Farsa, Editura Betta, 2020;

### Teatru
- Moartea șarpelui, jucată la Teatrul dramatic George Bacovia din Bacău, stagiunea 1982/1983;
- Acțiunea se petrece în zilele noastre, la Teatrul din Sfântul Gheorghe, Secția română, stagiunea 1986/1987, sub titlul «Undeva în Europa», piesă fusese publicată în revista Teatrul nr. 5/mai 1987;
- Întoarcerea Mariei, piesa a fost jucată la Teatrul Victor Ion Popa din Bârlad, stagiunea 1989/1990, piesă fusese publicată în revista Teatrul nr.5/mai 1985;
- Caragiale ... fantasticul, dramatizare după proza lui Ion Luca Caragiale realizată împreună cu Constantin Codrescu, la Teatrul Maria Filotti din Brăila, stagiunea 2001/2002.
- Atelierul de croitorie, Ed. Betta, 2012;
- Fericita ca un pom inflorit, Editura Betta, 2012;